# 경주 월암 종택
경주 월암 종택(慶州 月菴 宗宅)는 경상북도 경주시 탑동에 있는 조선시대의 가옥이다. 1977년 1월 8일 대한민국의 국가민속문화재 제34호로 지정되었다.

## 개요
조선 선조 25년(1592) 부산첨사로 임진왜란 때 공을 세운 김호가 살았던 집이다. 17세기전후에 세운 것으로 추정하며 집터는 신라시대 절터였다는 설이 있는데, 주변에 통일신라시대에 만들어진 여러 석조물이 있고 마당의 우물돌은 지금까지도 사용하고 있다. 김호의 후손 김헌용이 사망하여 지금은 손자 김영모가 관리하고 있다.
대문을 들어선 정면에 안채, 왼쪽에 아래채, 안채 오른쪽 뒤편으로 가묘(家廟)가 배치되어 있다. 원래 사랑채가 동쪽에 있었다고 하나, 현재는 자리만 남아있다.
안채는 앞면 5칸·옆면 1칸 규모에 왼쪽부터 부엌, 방, 대청, 방으로 단순한 구성을 이루고 있다. 집을 처리한 기법들은 옛 법식을 따르고 있고 대청 앞에는 문짝을 달았다. 대청에 문짝을 다는 예는 안동지방 북쪽에서 드물고, 경주, 월성 일대에 집중 분포하고 있는 것으로 발견되며, 그 중 에서도 특히, 이집은 오랜 수법을 보이는 예로 주목받고 있다.
아래채는 앞면 3칸·옆면 1칸이며 지붕은 초가지붕이다. 왼쪽부터 방, 방, 부엌으로 구성되어 있으며 굴뚝을 부뚜막 한쪽에 설치하여 구성의 특이함을 보이고 있다.
가묘는 따로 담장을 둘러 세운 맞배지붕집으로 안쪽을 모두 터 놓은 통칸으로 만들었다.
가장 오래된 민가 건물 중 하나로 옛 건축 수법과 독특한 구조를 지니고 있어 중요한 연구자료로 평가받고 있다.

## 명칭 변경
당초 문화재 지정 당시 명칭은 '경주탑동김헌용고가옥(慶州塔洞金憲容古家屋)'이었으나, 임진왜란때 의병장으로 순국한 김호 장군(?～1592)의 고택임을 감안하여 ‘경주 김호장군 고택'으로 명칭을 변경(2007.1.29)하였다가, 2017년 2월 28일 조선 중기의 무신으로 월암(月菴) 김호의 종택임을 감안하여 '경주 월암 종택'으로 문화재 지정명칭이 변경되었다.

## 참고 자료
- 경주 월암 종택 - 국가유산청 국가유산포털